# 佐倉市立西志津中学校
佐倉市立西志津中学校（さくらしりつ にししづちゅうがっこう）は、千葉県佐倉市西志津にある公立中学校。

## 沿革
- 1988年 - 開校（志津中･上志津中より分離）

## 行事
- 体育祭
- 予餞会
- 美翔祭(平成24年度より廃止。)
- 西志津小学校との交流会
- 校内マラソン大会
- やまぶき祭

## 住所
- 千葉県佐倉市西志津四丁目18番1号

## 著名な卒業生
- 清宮佑美（タレント）
- 高崎愛梨（歌手）
- 山田ジェームス武（俳優）
- 小澤壱馬（ラグビー選手）
- 中谷進之介（プロサッカー選手）
- 中村駿太  (プロサッカー選手)